# 天主教內薩瓦爾科約特爾教區
天主教內薩瓦爾科約特爾教區（拉丁語：Dioecesis Netzahualcoytlensis）是墨西哥一個羅馬天主教教區，屬特拉爾內潘特拉總教區。
教區成立於1979年2月5日，位於墨西哥州。2006年有教友5,364,880人（佔轄區總人口95.0%）、八十三個堂區、126名司鐸。現任教區主教為埃克托·類思·莫拉雷斯·桑切斯。